# Exeed Sterra ES
Exeed Sterra ES — полноразмерный электромобиль-седан, выпускающийся подразделением Exeed компании Chery с 2023 года.

## Описание
Exeed Sterra ES впервые был представлен в апреле 2023 года в качестве концепт-кара на автосалоне в Шанхае. Его коэффициент аэродинамического сопротивления составляет 0,205 кД.
В салоне автомобиля полностью жидкокристаллическая приборная панель, «плавающий» сенсорный экран размером 16 дюймов (41 см) с цифровым головным дисплеем AR-HUD, аудиосистемой Bose и беспроводной зарядкой. Операционная система — Harmony OS от Huawei c добавлением искусственного интеллекта LION, который поддерживает голосовое управление, распознавание лиц, AR-навигацию, помощь при вождении, интернет-сервисы, функции «умного дома» и т. д.
Запас хода составляет 720 км.

## Технические характеристики
Sterra ES выпускается на платформе E0X. Высоковольтная система быстрой зарядки обеспечивает запас хода 150 км менее, чем за 5 минут зарядки. Запас хода Sterra ES на электротяге составляет 720 км, а потребляемая ёмкость составляет 11,7 кВт⋅ч на 100 км.
Топовая комплектация была представлена в декабре 2023 года. Она оснащена двумя электродвигателями мощностью 123—230 кВт (165—310 л. с.), каждый из которых питается от тройных литиевых и железофосфатных аккумуляторов CATL. До 100 км/ч автомобиль разгоняется за 3,8 секунд. Все топовые комплектации оснащены пневматической подвеской и системой электромагнитного демпфирования CDC, а также интерактивным дисплеем сигналов под головными фонарями.
Базовая комплектация оснащается электродвигателем мощностью 138 кВт (185 л. с.). Двигатель питается от аккумулятора BYD Blade ёмкостью 60,7 кВт⋅ч с запасом хода 550 км по циклу CLTC. Также на автомобиль устанавливаются аккумуляторы CATL ёмкостью 79,9 кВт⋅ч с запасом хода 720 км по циклу CLTC и литий-железо-фосфатный аккумулятор ёмкостью 97,7 кВт⋅ч с запасом хода 905 км по циклу CLTC.

## Галерея

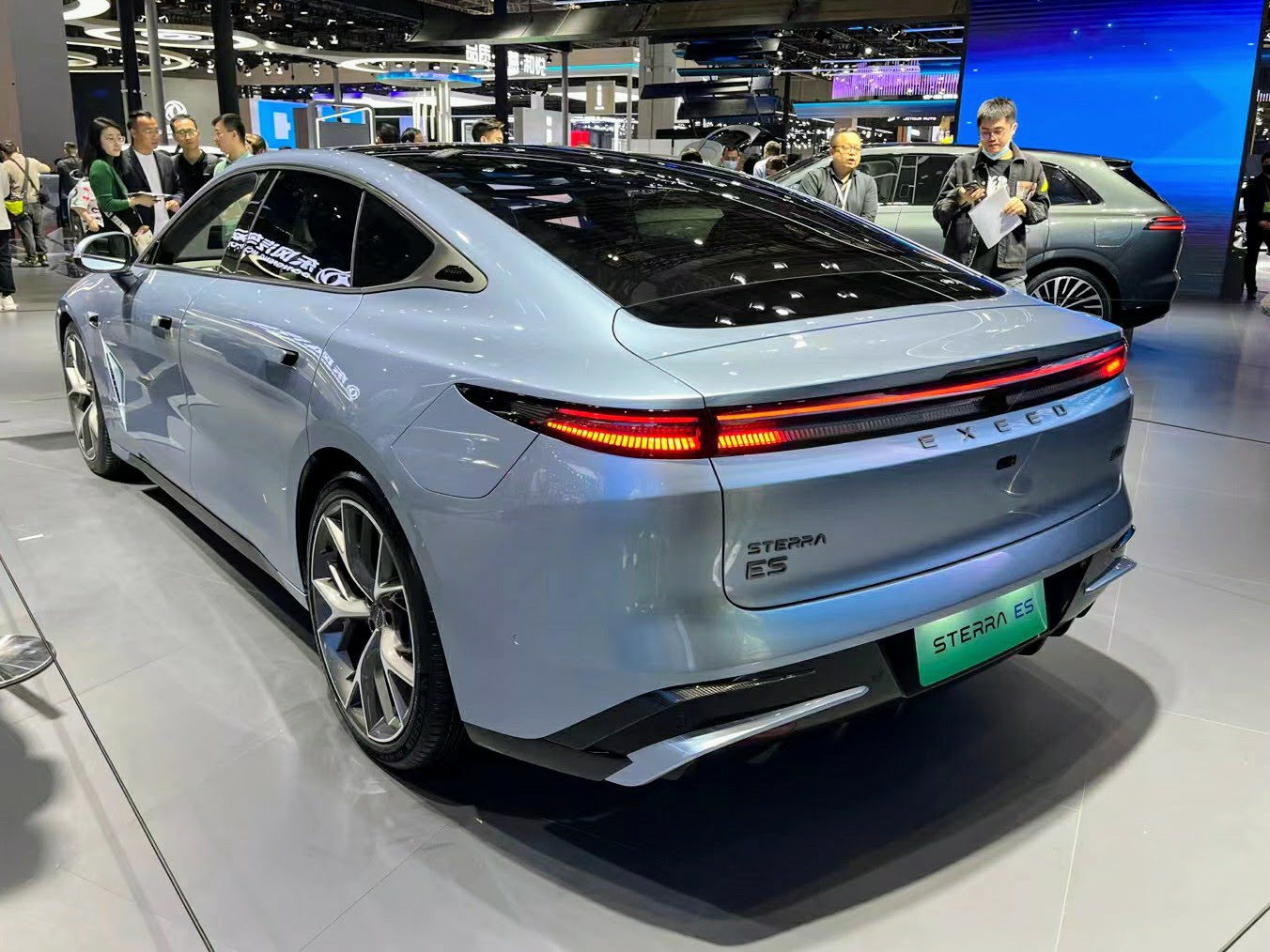
Вид сзади
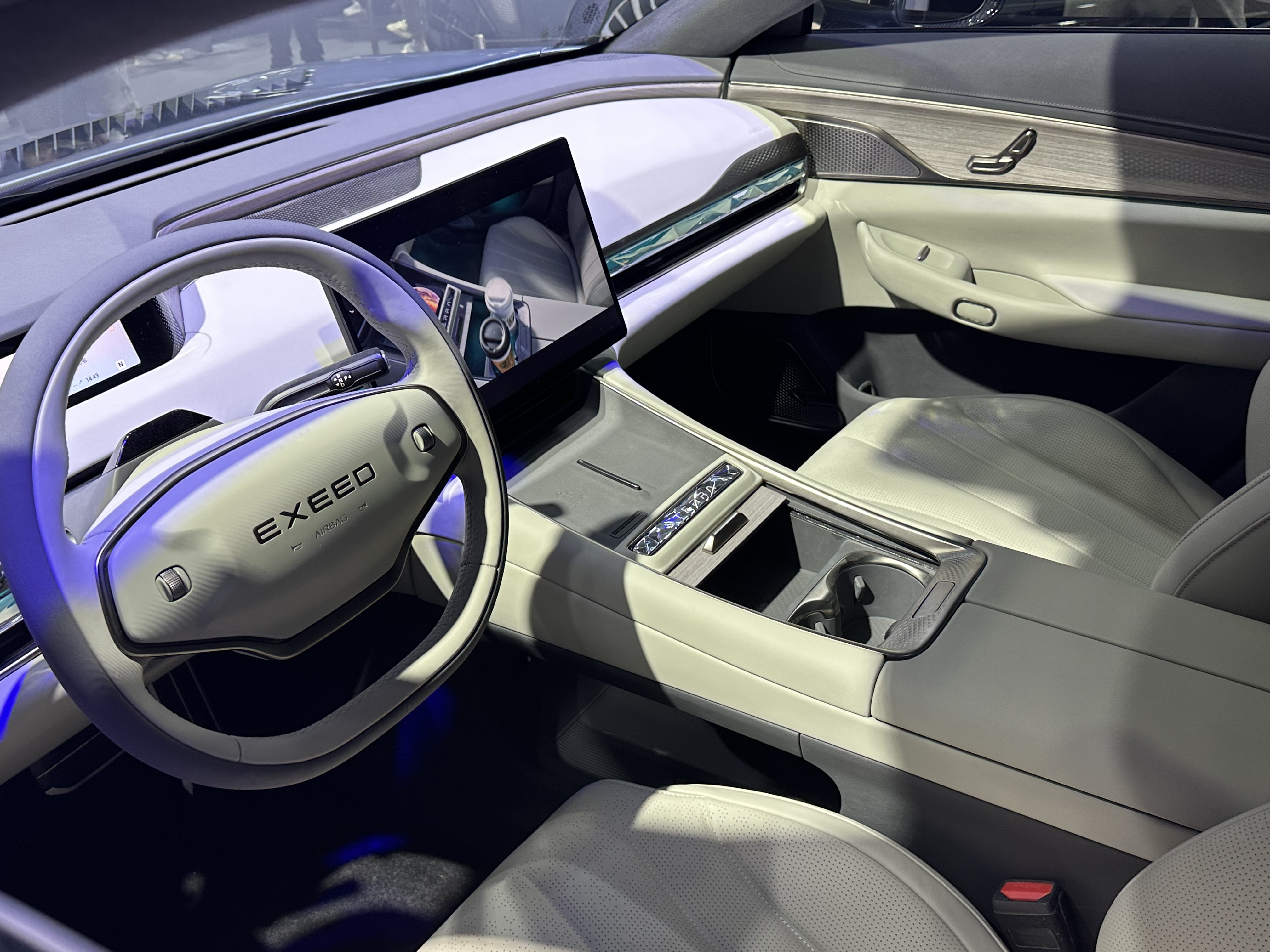
Интерьер
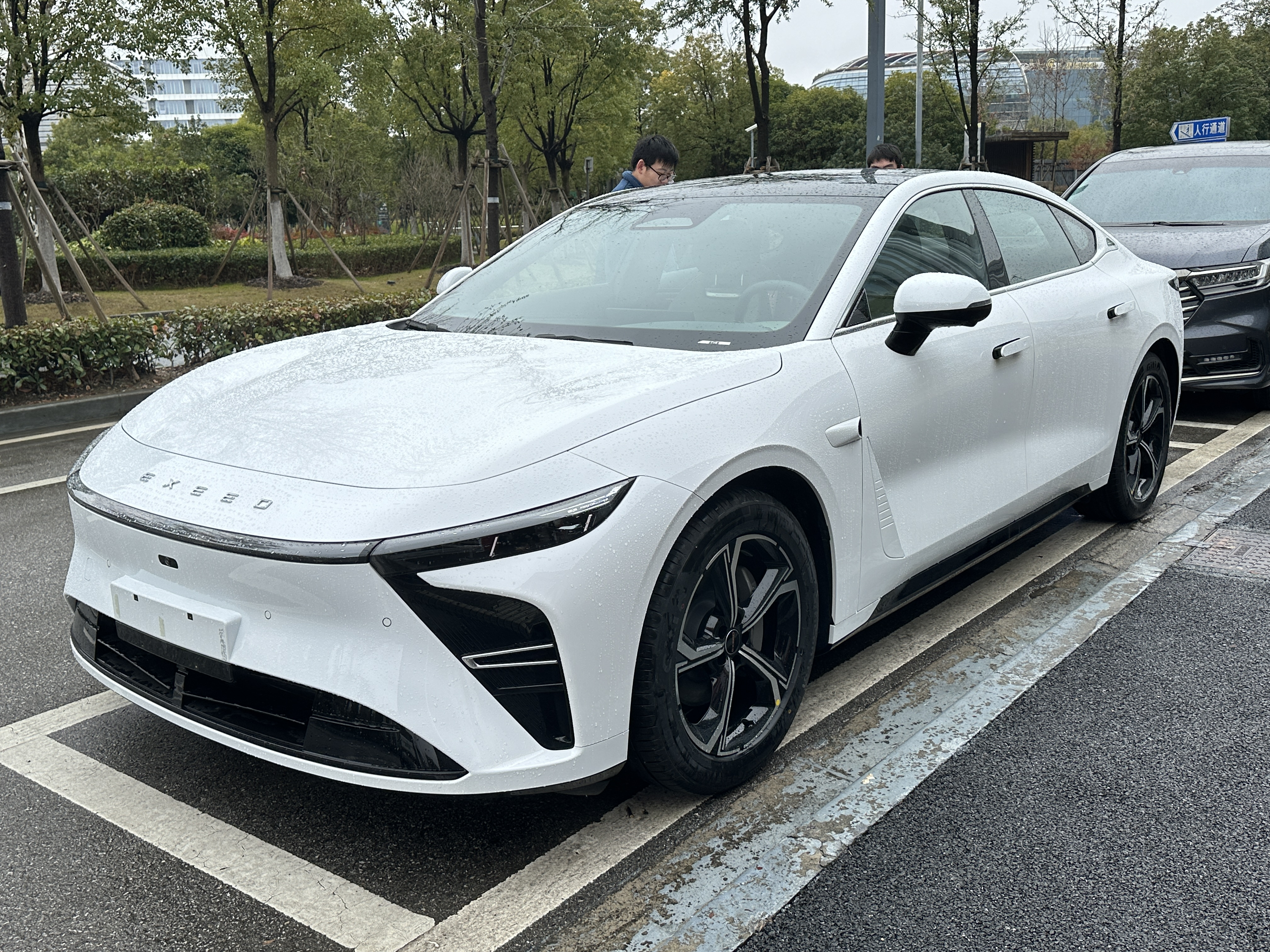
Базовая комплектация
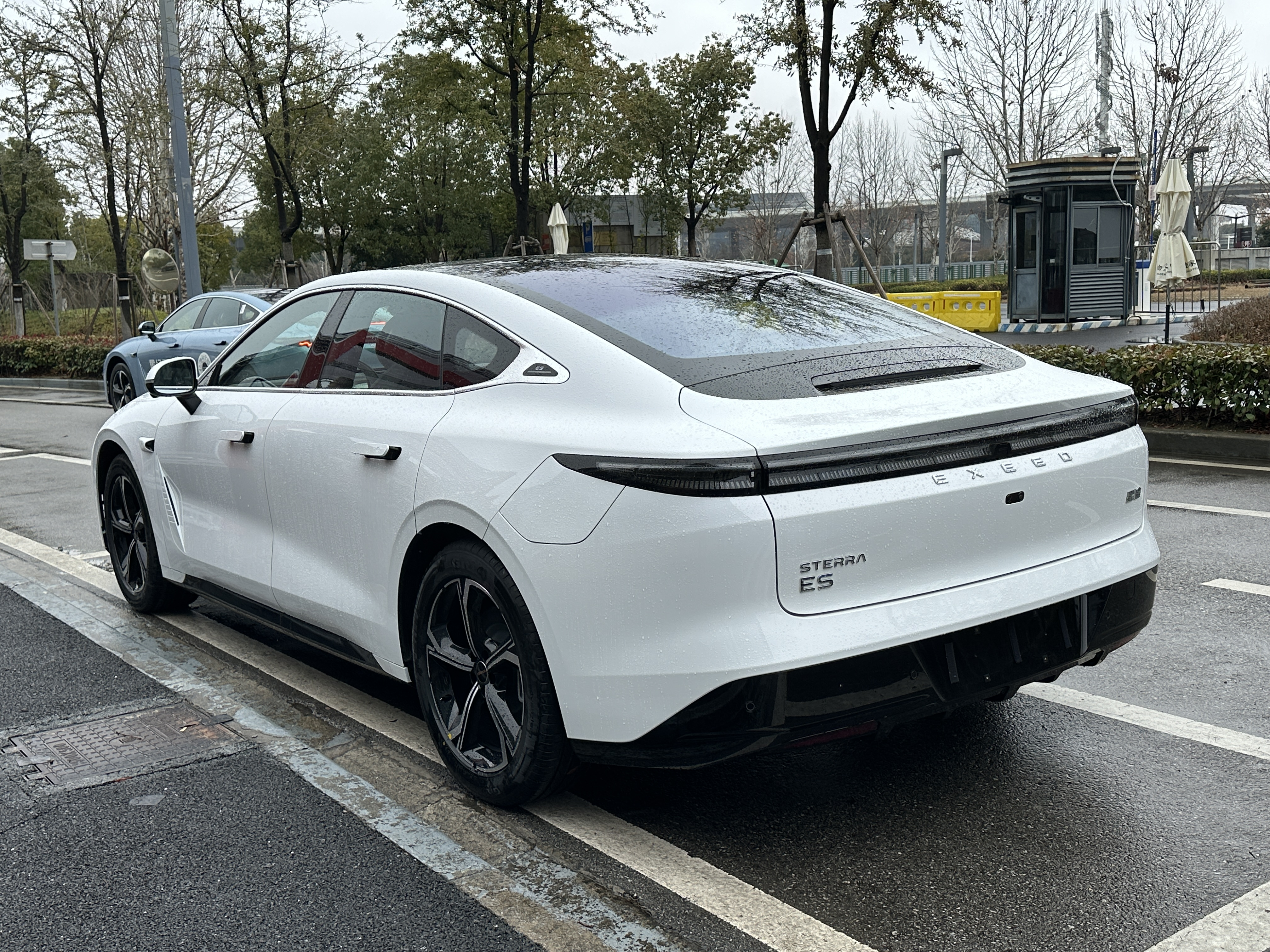
Вид сзади